# Europees kampioenschap voetbal onder 16 - 1990 (kwalificatie)
Het kwalificatietoernooi voor het Europees kampioenschap voetbal onder 16 voor mannen was een toernooi dat duurde van 22 september 1989 tot en met 7 april 1990. Dit toernooi zou bepalen welke 15 landen zich kwalificeerden voor het Europees kampioenschap voetbal mannen onder 16 van 1990. 
Duitse Democratische Republiek hoefde niet aan dit toernooi mee te doen, omdat dit land als gastland direct gekwalificeerd is voor het hoofdtoernooi.

## Gekwalificeerde landen
| Land                           | Gekwalificeerd als           | Aantal deelnames |
| ------------------------------ | ---------------------------- | ---------------- |
| Duitse Democratische Republiek | Gastland                     | 6e               |
| Zweden                         | Winnaar kwalificatiegroep 1  | 4e               |
| Denemarken                     | Winnaar kwalificatiegroep 2  | 4e               |
| Noord-Ierland                  | Winnaar kwalificatiegroep 3  | 2e               |
| West-Duitsland                 | Winnaar kwalificatiegroep 4  | 6e               |
| Spanje                         | Winnaar kwalificatiegroep 5  | 5e               |
| Tsjecho-Slowakije              | Winnaar kwalificatiegroep 6  | 3e               |
| Turkije                        | Winnaar kwalificatiegroep 7  | 3e               |
| Cyprus                         | Winnaar kwalificatiegroep 8  | Debuut           |
| Polen                          | Winnaar kwalificatiegroep 9  | Debuut           |
| Hongarije                      | Winnaar kwalificatiegroep 10 | 3e               |
| Frankrijk                      | Winnaar kwalificatiegroep 11 | 6e               |
| Portugal                       | Winnaar kwalificatiegroep 12 | 6e               |
| Schotland                      | Winnaar kwalificatiegroep 13 | 5e               |
| België                         | Winnaar kwalificatiegroep 14 | 2e               |
| Joegoslavië                    | Winnaar kwalificatiegroep 15 | 7e               |

## Kwalificatieronde

### Groep 1
De wedstrijden werden gespeeld tussen 28 september en 11 oktober 1989.
| Pos | Team    | Wed | W | G | V | Ptn | DV | DT | +/− | Kwalificatie                      |  | SWE | ISL |
| --- | ------- | --- | - | - | - | --- | -- | -- | --- | --------------------------------- |  | --- | --- |
| 1   | Zweden  | 2   | 2 | 0 | 0 | 4   | 7  | 3  | +4  | Geplaatst voor het hoofdtoernooi. |  | —   | 5–3 |
| 2   | IJsland | 2   | 0 | 0 | 2 | 0   | 3  | 7  | −4  |                                   |  | 0–2 | —   |

### Groep 2
De wedstrijden werden gespeeld tussen 26 september en 24 oktober 1989.
| Pos | Team       | Wed | W | G | V | Ptn | DV | DT | +/− | Kwalificatie                      |  | DEN | FIN |
| --- | ---------- | --- | - | - | - | --- | -- | -- | --- | --------------------------------- |  | --- | --- |
| 1   | Denemarken | 2   | 1 | 1 | 0 | 3   | 4  | 2  | +2  | Geplaatst voor het hoofdtoernooi. |  | —   | 1–1 |
| 2   | Finland    | 2   | 0 | 1 | 1 | 1   | 2  | 4  | −2  |                                   |  | 1–3 | —   |

### Groep 3
De wedstrijden werden gespeeld tussen 21 november 1989 en 6 maart 1990.
| Pos | Team          | Wed | W | G | V | Ptn | DV | DT | +/− | Kwalificatie                      |  | NIR | WAL |
| --- | ------------- | --- | - | - | - | --- | -- | -- | --- | --------------------------------- |  | --- | --- |
| 1   | Noord-Ierland | 2   | 1 | 1 | 0 | 3   | 4  | 3  | +1  | Geplaatst voor het hoofdtoernooi. |  | —   | 1–1 |
| 2   | Wales         | 2   | 0 | 1 | 1 | 1   | 3  | 4  | −1  |                                   |  | 2–3 | —   |

### Groep 4
De wedstrijden werden gespeeld tussen 13 december 1989 en 4 april 1990.
| Pos | Team           | Wed | W | G | V | Ptn | DV | DT | +/− | Kwalificatie                      |  | FRG | LUX |
| --- | -------------- | --- | - | - | - | --- | -- | -- | --- | --------------------------------- |  | --- | --- |
| 1   | West-Duitsland | 2   | 2 | 0 | 0 | 4   | 8  | 1  | +7  | Geplaatst voor het hoofdtoernooi. |  | —   | 3–0 |
| 2   | Luxemburg      | 2   | 0 | 0 | 2 | 0   | 1  | 8  | −7  |                                   |  | 1–5 | —   |

### Groep 5
De wedstrijden werden gespeeld tussen 2 december 1989 en 28 februari 1990.
| Pos | Team          | Wed | W | G | V | Ptn | DV | DT | +/− | Kwalificatie                      |  | ESP | LIE |
| --- | ------------- | --- | - | - | - | --- | -- | -- | --- | --------------------------------- |  | --- | --- |
| 1   | Spanje        | 2   | 2 | 0 | 0 | 4   | 10 | 0  | +10 | Geplaatst voor het hoofdtoernooi. |  | —   | 7–0 |
| 2   | Liechtenstein | 2   | 0 | 0 | 2 | 0   | 0  | 10 | −10 |                                   |  | 0–3 | —   |

### Groep 6
De wedstrijden werden gespeeld tussen 25 oktober 1989 en 4 april 1990.
| Pos | Team              | Wed | W | G | V | Ptn | DV | DT | +/− | Kwalificatie                      |  | TCH | MLT |
| --- | ----------------- | --- | - | - | - | --- | -- | -- | --- | --------------------------------- |  | --- | --- |
| 1   | Tsjecho-Slowakije | 2   | 2 | 0 | 0 | 4   | 14 | 0  | +14 | Geplaatst voor het hoofdtoernooi. |  | —   | 9–0 |
| 2   | Malta             | 2   | 0 | 0 | 2 | 0   | 0  | 14 | −14 |                                   |  | 0–5 | —   |

### Groep 7
De wedstrijden werden gespeeld tussen 8 november 1989 en 4 april 1990.
| Pos | Team       | Wed | W | G | V | Ptn | DV | DT | +/− | Kwalificatie                      |  | TUR | AUT |
| --- | ---------- | --- | - | - | - | --- | -- | -- | --- | --------------------------------- |  | --- | --- |
| 1   | Turkije    | 2   | 1 | 0 | 1 | 2   | 2  | 2  | 0   | Geplaatst voor het hoofdtoernooi. |  | —   | 0–1 |
| 2   | Oostenrijk | 2   | 1 | 0 | 1 | 2   | 2  | 2  | 0   |                                   |  | 1–2 | —   |

### Groep 8
De wedstrijden werden gespeeld tussen 7 maart en 4 april 1990.
| Pos | Team        | Wed | W | G | V | Ptn | DV | DT | +/− | Kwalificatie                      |  | CYP | GRE |
| --- | ----------- | --- | - | - | - | --- | -- | -- | --- | --------------------------------- |  | --- | --- |
| 1   | Cyprus      | 2   | 2 | 0 | 0 | 4   | 4  | 2  | +2  | Geplaatst voor het hoofdtoernooi. |  | —   | 2–1 |
| 2   | Griekenland | 2   | 0 | 0 | 2 | 0   | 2  | 4  | −2  |                                   |  | 1–2 | —   |

### Groep 9
De wedstrijden werden gespeeld tussen 8 november 1989 en 4 april 1990.
| Pos | Team      | Wed | W | G | V | Ptn | DV | DT | +/− | Kwalificatie                      |     | POL | NED | ITA |
| --- | --------- | --- | - | - | - | --- | -- | -- | --- | --------------------------------- | --- | --- | --- | --- |
| 1   | Polen     | 4   | 2 | 1 | 1 | 5   | 7  | 3  | +4  | Geplaatst voor het hoofdtoernooi. |     | —   | 1–2 | 1–0 |
| 2   | Nederland | 4   | 2 | 0 | 2 | 4   | 4  | 11 | −7  |                                   |     | 0–4 | —   | 1–0 |
| 3   | Italië    | 4   | 1 | 1 | 2 | 3   | 7  | 4  | +3  |                                   | 1–1 | 6–1 | —   |     |

### Groep 10
De wedstrijden werden gespeeld tussen 22 oktober 1989 en 4 april 1990.
| Pos | Team      | Wed | W | G | V | Ptn | DV | DT | +/− | Kwalificatie                      |  | HUN | BUL |
| --- | --------- | --- | - | - | - | --- | -- | -- | --- | --------------------------------- |  | --- | --- |
| 1   | Hongarije | 2   | 2 | 0 | 0 | 4   | 6  | 0  | +6  | Geplaatst voor het hoofdtoernooi. |  | —   | 3–0 |
| 2   | Bulgarije | 2   | 0 | 0 | 2 | 0   | 0  | 6  | −6  |                                   |  | 0–3 | —   |

### Groep 11
De wedstrijden werden gespeeld tussen 6 december 1989 en 28 maart 1990.
| Pos | Team        | Wed | W | G | V | Ptn | DV | DT | +/− | Kwalificatie                      |  | FRA | SUI |
| --- | ----------- | --- | - | - | - | --- | -- | -- | --- | --------------------------------- |  | --- | --- |
| 1   | Frankrijk   | 2   | 1 | 0 | 1 | 2   | 2  | 1  | +1  | Geplaatst voor het hoofdtoernooi. |  | —   | 2–0 |
| 2   | Zwitserland | 2   | 1 | 0 | 1 | 2   | 1  | 2  | −1  |                                   |  | 1–0 | —   |

### Groep 12
De wedstrijden werden gespeeld tussen 7 en 28 maart 1990.
| Pos | Team       | Wed | W | G | V | Ptn | DV | DT | +/− | Kwalificatie                      |  | POR | SMR |
| --- | ---------- | --- | - | - | - | --- | -- | -- | --- | --------------------------------- |  | --- | --- |
| 1   | Portugal   | 2   | 2 | 0 | 0 | 4   | 7  | 0  | +7  | Geplaatst voor het hoofdtoernooi. |  | —   | 4–0 |
| 2   | San Marino | 2   | 0 | 0 | 2 | 0   | 0  | 7  | −7  |                                   |  | 0–3 | —   |

### Groep 13
De wedstrijden werden gespeeld tussen 22 september 1989 en 27 maart 1990.
| Pos | Team      | Wed | W | G | V | Ptn | DV | DT | +/− | Kwalificatie                      |     | SCO | ROU | NOR |
| --- | --------- | --- | - | - | - | --- | -- | -- | --- | --------------------------------- | --- | --- | --- | --- |
| 1   | Schotland | 4   | 2 | 1 | 1 | 5   | 5  | 4  | +1  | Geplaatst voor het hoofdtoernooi. |     | —   | 1–0 | 2–0 |
| 2   | Roemenië  | 4   | 1 | 2 | 1 | 4   | 6  | 5  | +1  |                                   |     | 2–2 | —   | 3–1 |
| 3   | Noorwegen | 4   | 1 | 1 | 2 | 3   | 4  | 6  | −2  |                                   | 2–0 | 1–1 | —   |     |

### Groep 14
De wedstrijden werden gespeeld tussen 22 november 1989 en 4 april 1990.
| Pos | Team    | Wed | W | G | V | Ptn | DV | DT | +/− | Kwalificatie                      |  | BEL | IRL |
| --- | ------- | --- | - | - | - | --- | -- | -- | --- | --------------------------------- |  | --- | --- |
| 1   | België  | 2   | 1 | 1 | 0 | 3   | 2  | 1  | +1  | Geplaatst voor het hoofdtoernooi. |  | —   | 2–1 |
| 2   | Ierland | 2   | 0 | 1 | 1 | 1   | 1  | 2  | −1  |                                   |  | 0–0 | —   |

### Groep 15
De wedstrijden werden gespeeld tussen 23 maart en 7 april 1990.
| Pos | Team        | Wed | W | G | V | Ptn | DV | DT | +/− | Kwalificatie                      |  | YUG | URS |
| --- | ----------- | --- | - | - | - | --- | -- | -- | --- | --------------------------------- |  | --- | --- |
| 1   | Joegoslavië | 2   | 1 | 0 | 1 | 2   | 2  | 1  | +1  | Geplaatst voor het hoofdtoernooi. |  | —   | 2–0 |
| 2   | Sovjet-Unie | 2   | 1 | 0 | 1 | 2   | 1  | 2  | −1  |                                   |  | 1–0 | —   |

Jeugd-EK's: onder 21 · onder 19       Jeugd-WK's: onder 20 · onder 17